# TOUCH CRUISER

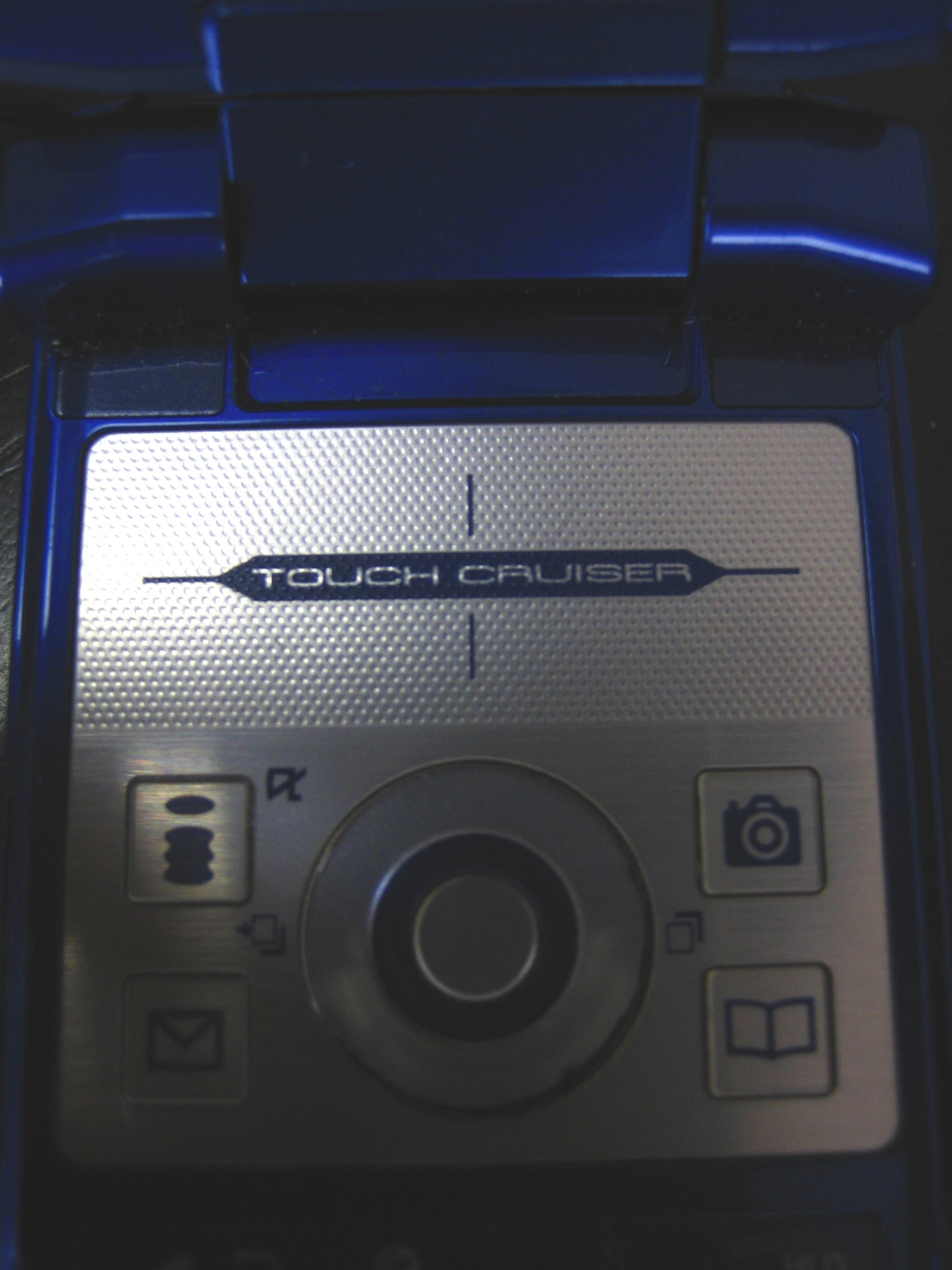
SH905iのタッチクルーザー

TOUCH CRUISER（タッチクルーザー）は、シャープ製の携帯電話端末であるSH904iやSH905iなどに搭載されているポインティングデバイスである。

## 概要
一種のタッチパッドで、携帯電話のボタン上部を指でなぞることにより主要な操作を行うことができる。同じようなものとしては、NECのニューロポインターや三洋電機コンシューマエレクトロニクスのスムースタッチがあるが、それと比べるとこのタッチクルーザーはボタン類とは独立しており、分かり易い配置である。しかし、まだ歴史が浅く、対応している機能が少ない。NTTドコモの2008年夏モデルとして発売されたSH906iからは、光センサーを利用した「光 TOUCH CRUISER」となった。ただし、こちらは決定キーの中に内蔵された構造となっている。さらに同社の同年秋冬モデルの、SH-01A、SH-03Aでは、ポインティングデバイスとしての機能に加え、指紋センサーの機能も兼ね備えている。
2015年2月に、プラットフォームとしてAndroid 4.4.2を搭載した「AQUOS K SHF31」が発売され、同機種には従来のタッチクルーザーの機能を強化した「タッチクルーザーEX」が搭載されている。従来のタッチクルーザーはボタン類と独立していたが、SHF31に搭載されている「タッチクルーザーEX」はボタン部分に搭載されており、ボタン部分をなぞることで操作が可能になっている。静電容量方式での検知を行っており、制御には南アフリカAzoteq社の静電センサーICが使用されている。

## 搭載機種（2016年10月現在）

### NTTドコモ
- SH904i
- SH905i
- SH905iTV

※これ以降の機種は「光 TOUCH CRUISER」を搭載
- SH906i
- SH906iTV
- SH706i
- SH706iw
- SH-01A 指紋センサー内蔵。
- SH-03A 同上
- SH-06A
- SH-07A
- SH-01B 静電式
- SH-06G タッチクルーザーEX搭載
- SH-03H タッチクルーザーEX搭載
- SH-01J タッチクルーザーEX搭載

### ソフトバンクモバイル
- 923SH
- 932SH
- 501SH タッチクルーザーEX搭載
- かんたん携帯9 505SH タッチクルーザーEX搭載
- AQUOS ケータイ2 601SH タッチクルーザーEX搭載

### au（KDDI・沖縄セルラー電話連合）
- W64SH
- SHF31 タッチクルーザーEX搭載
- SHF32 タッチクルーザーEX搭載
- SHF33 タッチクルーザーEX搭載
- SHF34 タッチクルーザーEX搭載

### オープンマーケット版
- SH-N01 タッチクルーザーEX搭載